# Rīgas Balss
Rīgas Balss était un journal letton d'information générale lancé le 1er octobre 1957. Son titre signifie littéralement La Voix de Riga. Il paraissait dans les kiosques tous les soirs. Il était imprimé en langue lettonne et russe par la maison d'édition Preses nams, puis Mediju nams. Sa rédaction était soumise à la municipalité de Riga, puis, après la dislocation de l'URSS le journal fut privatisé. En 1998, il comptait un supplément Jūrmala, un autre journal survivant de l'époque soviétique qui finit par disparaître assez rapidement. D'autres suppléments Bode, Atpūta, Mēs, TV Programma ont été disponibles du temps de la Lettonie indépendante.  La version russe renommée en 2001 en Vetchernaya Riga (Вечерная Рига) a été supprimée en 2004, alors que la version lettonne subsistait jusqu'en 2009. La dernière année, Rīgas Balss parut à fréquence hebdomadaire. La dernière adresse de la rédaction se trouvait au no 3, rue Balasta dambis à Riga.